# Ismael Quílez
Ismael Quílez (Santa Fe, 16 de noviembre de 1989) es un futbolista argentino que se desempeña en la posición de defensor en el Club Colón de San Justo (Santa Fe) de la Liga Santafesina y el Torneo Regional Federal Amateur. 

## Trayectoria

### Colón
Realizó su debut en Primera División en una derrota de 0-1 a Estudiantes de 7 de diciembre de 2008. En el Torneo Apertura 2009 se convirtió en un jugador regular del equipo terminando la temporada 2009-10 con 17 partidos. Ya en la temporada 2010-11 jugó 29 partidos.

### Quilmes
En julio de 2012 pasó al Quilmes AC, donde jugó 8 partidos en el Torneo Inicial 2012 y 6 en el Torneo Final 2013 en la temporada 2012-13.

### Racing Club
El 23 de julio de 2013 se convirtió en jugador de Racing Club por una temporada.

## Selección nacional
El 15 de noviembre de 2010 fue convocado por el entrenador de la selección argentina de fútbol, Sergio Batista, para disputar un partido amistoso contra la selección de Uruguay en el estadio Ciudad de La Plata. En 2011 logra la Copa Chaco.

## Estadísticas

### Clubes
| Club | Div.          | Temporada     | Liga  | Liga  | Liga   | Copas nacionales(1) | Copas nacionales(1) | Copas nacionales(1) | Torneos internacionales | Torneos internacionales | Torneos internacionales | Total(2) | Total(2) | Total(2) |
| Club | Div.          | Temporada     | Part. | Goles | Asist. | Part.               | Goles               | Asist.              | Part.                   | Goles                   | Asist.                  | Part.    | Goles    | Asist.   |
| --- | ------------- | ------------- | ----- | ----- | ------ | ------------------- | ------------------- | ------------------- | ----------------------- | ----------------------- | ----------------------- | -------- | -------- | -------- |
| C. A. Colón Argentina | 1.ª           | 2008-09       | 1     | —     | —      | —                   | —                   | —                   | —                       | —                       | —                       | 1        | 0        | 0        |
| C. A. Colón Argentina | 1.ª           | 2009-10       | 22    | —     | 1      | —                   | —                   | —                   | —                       | —                       | —                       | 22       | 0        | 1        |
| C. A. Colón Argentina | 1.ª           | 2010-11       | 34    | —     | 2      | —                   | —                   | —                   | —                       | —                       | —                       | 34       | 0        | 2        |
| C. A. Colón Argentina | 1.ª           | 2011-12       | 5     | —     | —      | —                   | —                   | —                   | —                       | —                       | —                       | 5        | 0        | 0        |
| C. A. Colón Argentina | Total club    | Total club    | 62    | 0     | 3      | 0                   | 0                   | 0                   | 0                       | 0                       | 0                       | 62       | 0        | 3        |
| Quilmes A. C. Argentina | 1.ª           | 2012-13       | 14    | —     | —      | 2                   | —                   | —                   | —                       | —                       | —                       | 16       | 0        | 0        |
| Quilmes A. C. Argentina | Total club    | Total club    | 14    | 0     | 0      | 2                   | 0                   | 0                   | 0                       | 0                       | 0                       | 16       | 0        | 0        |
| Racing Club Argentina | 1.ª           | 2013-14       | 5     | —     | —      | —                   | —                   | —                   | —                       | —                       | —                       | 5        | 0        | 0        |
| Racing Club Argentina | Total club    | Total club    | 5     | 0     | 0      | 0                   | 0                   | 0                   | 0                       | 0                       | 0                       | 5        | 0        | 0        |
| C. A. Aldosivi Argentina | 2.ª           | 2014          | 17    | —     | —      | —                   | —                   | —                   | Inaccesibles            | Inaccesibles            | Inaccesibles            | 17       | 0        | 0        |
| C. A. Aldosivi Argentina | 1.ª           | 2015          | 18    | —     | —      | —                   | —                   | —                   | —                       | —                       | —                       | 18       | 0        | 0        |
| C. A. Aldosivi Argentina | 1.ª           | 2016          | 12    | —     | —      | —                   | —                   | —                   | —                       | —                       | —                       | 12       | 0        | 0        |
| C. A. Aldosivi Argentina | 1.ª           | 2016-17       | 26    | —     | 2      | 1                   | —                   | —                   | —                       | —                       | —                       | 27       | 0        | 2        |
| C. A. Aldosivi Argentina | 2.ª           | 2017-18       | 16    | —     | —      | 1                   | —                   | —                   | Inaccesibles            | Inaccesibles            | Inaccesibles            | 14       | 0        | 0        |
| C. A. Aldosivi Argentina | 1.ª           | 2018-19       | 2     | —     | —      | 1                   | —                   | —                   | —                       | —                       | —                       | 3        | 0        | 0        |
| C. A. Aldosivi Argentina | Total club    | Total club    | 91    | 0     | 2      | 3                   | 0                   | 0                   | 0                       | 0                       | 0                       | 94       | 0        | 2        |
| Central Córdoba (SdE) Argentina | 1.ª           | 2019-20       | 17    | —     | 1      | 5                   | —                   | —                   | —                       | —                       | —                       | 22       | 0        | 1        |
| Central Córdoba (SdE) Argentina | 1.ª           | 2020          | —     | —     | —      | 10                  | —                   | 1                   | —                       | —                       | —                       | 10       | 0        | 1        |
| Central Córdoba (SdE) Argentina | 1.ª           | 2021          | —     | —     | —      | —                   | —                   | —                   | —                       | —                       | —                       | 0        | 0        | 0        |
| Central Córdoba (SdE) Argentina |               | Total         | 17    | 0     | 1      | 15                  | 0                   | 1                   | 0                       | 0                       | 0                       | 32       | 0        | 2        |
| C. A. Huracán Argentina | 1.ª           | 2021          | 20    | —     | 1      | —                   | —                   | —                   | —                       | —                       | —                       | 20       | 0        | 1        |
| C. A. Huracán Argentina | 1.ª           | 2022          | 10    | —     | —      | 8                   | —                   | —                   | —                       | —                       | —                       | 18       | 0        | 0        |
| C. A. Huracán Argentina |               | Total         | 30    | 0     | 1      | 8                   | 0                   | 0                   | 0                       | 0                       | 0                       | 38       | 0        | 1        |
| San Martín (T) Argentina | 2.ª           | 2023          | 22    | —     | 2      | —                   | —                   | —                   | Inaccesibles            | Inaccesibles            | Inaccesibles            | 22       | 0        | 2        |
| San Martín (T) Argentina | Total club    | Total club    | 22    | 0     | 2      | 0                   | 0                   | 0                   | 0                       | 0                       | 0                       | 22       | 0        | 2        |
| Total carrera | Total carrera | Total carrera | 241   | 0     | 9      | 28                  | 0                   | 1                   | 0                       | 0                       | 0                       | 269      | 0        | 10       |
| (1) Las copas nacionales se refiere a la Copa Argentina y Copa de la Liga. (2) No incluye datos de partidos amistosos ni categorías inferiores. |               |               |       |       |        |                     |                     |                     |                         |                         |                         |          |          |          |

### Selecciones
| Selección          | Año               | Amistosos | Amistosos | Amistosos | Eliminatorias | Eliminatorias | Eliminatorias | Copa América | Copa América | Copa América | Mundial | Mundial | Mundial | Total | Total | Total  |
| Selección          | Año               | Part.     | Goles     | Asist.    | Part.         | Goles         | Asist.        | Part.        | Goles        | Asist.       | Part.   | Goles   | Asist.  | Part. | Goles | Asist. |
| ------------------ | ----------------- | --------- | --------- | --------- | ------------- | ------------- | ------------- | ------------ | ------------ | ------------ | ------- | ------- | ------- | ----- | ----- | ------ |
| Absoluta Argentina | 2011              | 2         | —         | —         | —             | —             | —             | —            | —            | —            | —       | —       | —       | 2     | 0     | 0      |
| Total selecciones  | Total selecciones | 2         | 0         | 0         | 0             | 0             | 0             | 0            | 0            | 0            | 0       | 0       | 0       | 2     | 0     | 0      |

## Palmarés

### Torneos nacionales
| Título             | Club           | País      | Año     |
| ------------------ | -------------- | --------- | ------- |
| Primera B Nacional | C. A. Aldosivi | Argentina | 2017-18 |

### Otros logros
| Título                     | Club           | País      | Año  |
| -------------------------- | -------------- | --------- | ---- |
| Ascenso a Primera División | C. A. Aldosivi | Argentina | 2014 |